# المدمرة اليابانية أكيزوكي (1941)
أكيزوكي (秋月، «قمر الخريف» باليابانية) كانت السفينة الرائدة في فئتها من المدمرات في البحرية الإمبراطورية اليابانية.